# Al-Jezoli Nouh
Al-Jezoli Hussein Nouh (24 ottobre 2002) è un calciatore sudanese, attaccante dell'Al-Merrikh e della nazionale sudanese.

## Carriera

### Club
Ha giocato nella prima divisione sudanese; in carriera ha giocato complessivamente 7 partite nella CAF Champions League.

### Nazionale
Debutta con la nazionale sudanese l'11 giugno 2021 in occasione dell'amichevole vinta 3-2 contro lo Zambia.
Nel gennaio 2022 viene incluso nella lista finale dei convocati della Coppa delle nazioni africane 2021.

## Statistiche
Statistiche aggiornate al 4 gennaio 2022.

### Cronologia presenze e reti in nazionale
| Cronologia completa delle presenze e delle reti in nazionale ― Sudan | Cronologia completa delle presenze e delle reti in nazionale ― Sudan | Cronologia completa delle presenze e delle reti in nazionale ― Sudan | Cronologia completa delle presenze e delle reti in nazionale ― Sudan | Cronologia completa delle presenze e delle reti in nazionale ― Sudan | Cronologia completa delle presenze e delle reti in nazionale ― Sudan | Cronologia completa delle presenze e delle reti in nazionale ― Sudan | Cronologia completa delle presenze e delle reti in nazionale ― Sudan |
| Data                                                                 | Città                                                                | In casa                                                              | Risultato                                                            | Ospiti                                                               | Competizione                                                         | Reti                                                                 | Note                                                                 |
| -------------------------------------------------------------------- | -------------------------------------------------------------------- | -------------------------------------------------------------------- | -------------------------------------------------------------------- | -------------------------------------------------------------------- | -------------------------------------------------------------------- | -------------------------------------------------------------------- | -------------------------------------------------------------------- |
| 11-6-2021                                                            | Omdurman                                                             | Sudan                                                                | 3 – 2                                                                | Zambia                                                               | Amichevole                                                           | -                                                                    | 65’                                                                  |
| 13-6-2021                                                            | Omdurman                                                             | Sudan                                                                | 0 – 1                                                                | Zambia                                                               | Amichevole                                                           | -                                                                    |                                                                      |
| 22-8-2021                                                            | Dubai                                                                | Niger                                                                | 2 – 1                                                                | Sudan                                                                | Amichevole                                                           | -                                                                    | 46’                                                                  |
| 26-8-2021                                                            | Dubai                                                                | Niger                                                                | 0 – 3                                                                | Sudan                                                                | Amichevole                                                           | -                                                                    | 65’                                                                  |
| 7-9-2021                                                             | Omdurman                                                             | Sudan                                                                | 2 – 4                                                                | Guinea-Bissau                                                        | Qual. Mondiali 2022                                                  | -                                                                    | 46’                                                                  |
| 12-11-2021                                                           | Rabat                                                                | Sudan                                                                | 0 – 3                                                                | Marocco                                                              | Qual. Mondiali 2022                                                  | -                                                                    | 84’                                                                  |
| 15-11-2021                                                           | Marrakech                                                            | Guinea-Bissau                                                        | 0 – 0                                                                | Sudan                                                                | Qual. Mondiali 2022                                                  | -                                                                    | 69’                                                                  |
| 1-12-2021                                                            | Ar Rayyan                                                            | Algeria                                                              | 4 – 0                                                                | Sudan                                                                | Coppa araba FIFA 2021 1º turno                                       | -                                                                    | 63’                                                                  |
| 4-12-2021                                                            | Ras Abu Aboud                                                        | Sudan                                                                | 0 – 5                                                                | Egitto                                                               | Coppa araba FIFA 2021 1º turno                                       | -                                                                    | 46’                                                                  |
| 7-12-2021                                                            | Ar Rayyan                                                            | Libano                                                               | 1 – 0                                                                | Sudan                                                                | Coppa araba FIFA 2021 1º turno                                       | -                                                                    | 81’                                                                  |
| 30-12-2021                                                           | Limbé                                                                | Etiopia                                                              | 3 – 2                                                                | Sudan                                                                | Amichevole                                                           | -                                                                    | 81’                                                                  |
| 2-1-2022                                                             | Yaoundé                                                              | Zimbabwe                                                             | 0 – 0                                                                | Sudan                                                                | Amichevole                                                           | -                                                                    |                                                                      |
| Totale                                                               |                                                                      | Presenze                                                             | 12                                                                   |                                                                      | Reti                                                                 | 0                                                                    |                                                                      |

## Palmarès

### Club

#### Competizioni nazionali
- Campionato sudanese: 1

Al-Merrikh: 2020